# Mariä Verkündigung (Mengkofen)

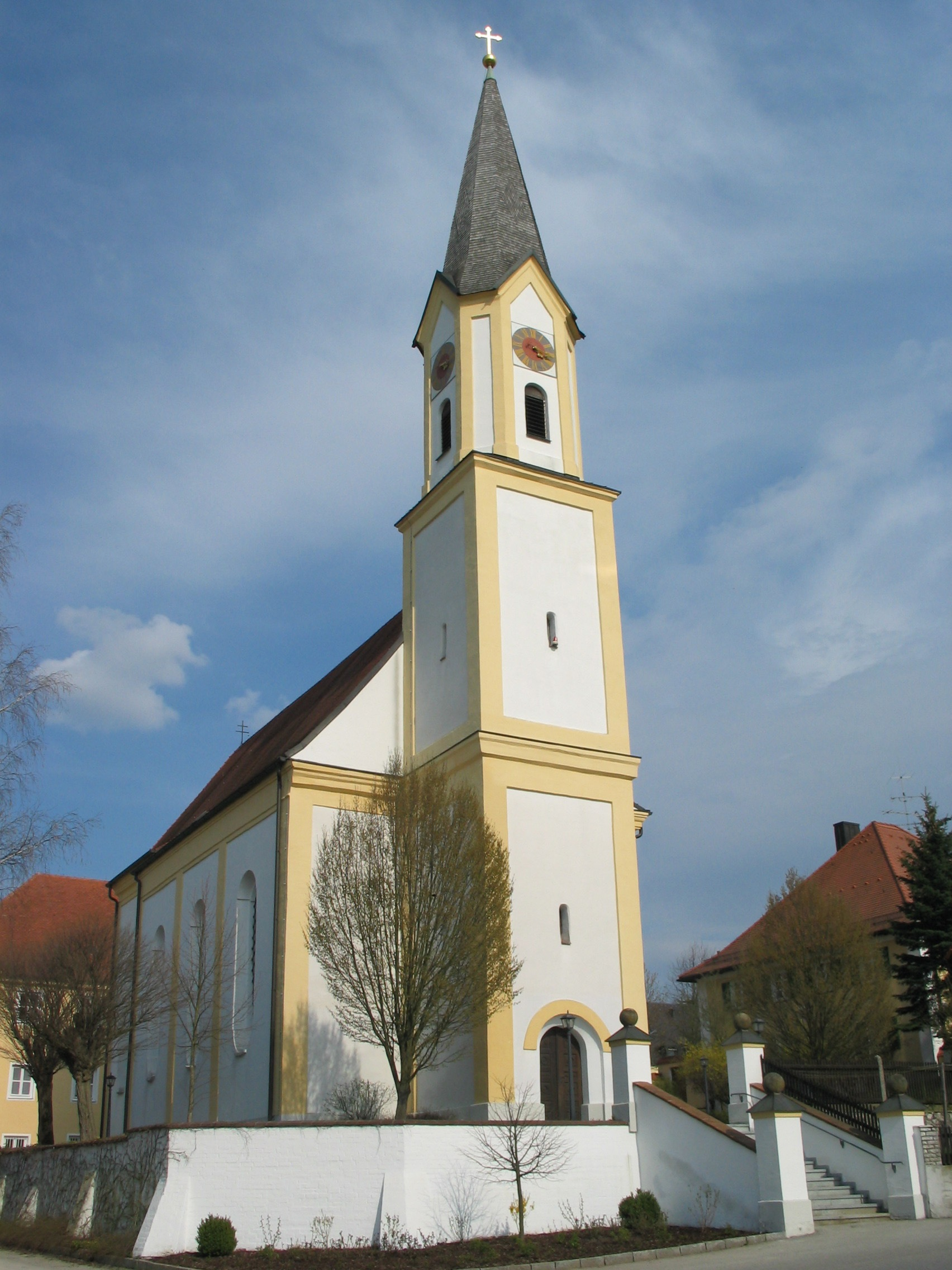
Pfarrkirche Mariä Verkündigung in Mengkofen (2004)

Die römisch-katholische Pfarrkirche Mariä Verkündigung in Mengkofen, einer Gemeinde im niederbayerischen Landkreis Dingolfing-Landau, gehört zur Pfarreiengemeinschaft Mengkofen-Tunding mit Hüttenkofen/Puchhausen und zum Dekanat Dingolfing im Bistum Regensburg. Das Patrozinium von Mariä Verkündigung ist am 25. März. Die Kirche ist als Baudenkmal im Bayernatlas unter der Aktennummer D-2-79-127-3 eingetragen.

## Geschichte
Die erste Erwähnung einer Kirche in Mengkofen stammt aus dem Jahre 1355. Damals hat eine Frau eine Kuh für eine Jahresmesse gestiftet. Die Kirche selbst müsste aber älteren Datums sein, war aber bereits damals eine Mariä-Verkündigung-Kirche. Auch Philipp Apian spricht 1557 von einem „templum“ zu Mengkofen. Diese Kirche stand allerdings im „drentaren Dorf“. Auf Anordnung des Hofmarksherren Franz Adam von Lerchenfeld wurde diese Kirche niedergelegt und auf der Anhöhe bei dem Schloss Mengkofen 1717 eine neue barocke Kirche errichtet. An der Stelle der früheren Kirche wurde ein Kreuz aufgestellt. Die Kirche geht auf ein Gelübde zurück, das der Stifter für die Rettung beim Einsturz der Brücke über die Aitrach, auf der er mit einer Kutsche unterwegs war, gemacht hat. Die neue Kirche wurde am sechsten Sonntag nach Pfingsten 1719 durch den Pfarrer Pramhofer von Martinsbuch benediziert. Am 2. Juli 1722 wurde die Kirche durch den Regensburger Weihbischof Gottfried Langwerth von Simmern eingeweiht.

## Baulichkeit
Die Pfarrkirche ist eine zwischen 1717 und 1720 errichtete Saalkirche mit einem dreigeschossigen Westturm und einem eingezogenen Chor. Der Chor wird durch einen breiten Chorbogen vom Langhaus abgegrenzt. Er besitzt zwei Joche und einen dreiseitigen Polygonschluss. 1727 stürzte aufgrund eines starken Sturm die Kuppel der Kirche herunter und wurde durch einen Spitzhelm ersetzt. 1841 wurde die durch einen Brand ruinierte Kirchturmuhr erneuert. 1845 wurde eine neue granitene Kirchentreppe angeschafft. In den 1860er Jahren begann der Turm sich zu neigen. Er musste bis zur Höhe des Kirchendaches abgetragen werden und erst 1874 war er wieder aufgebaut. Nach der letzten Außenrenovierung von 1972 besitzt die Kirche außen nun eine Rahmenstreifengliederung. Von 1987 bis 1989 fand die bisher letzte umfängliche Renovierung statt.

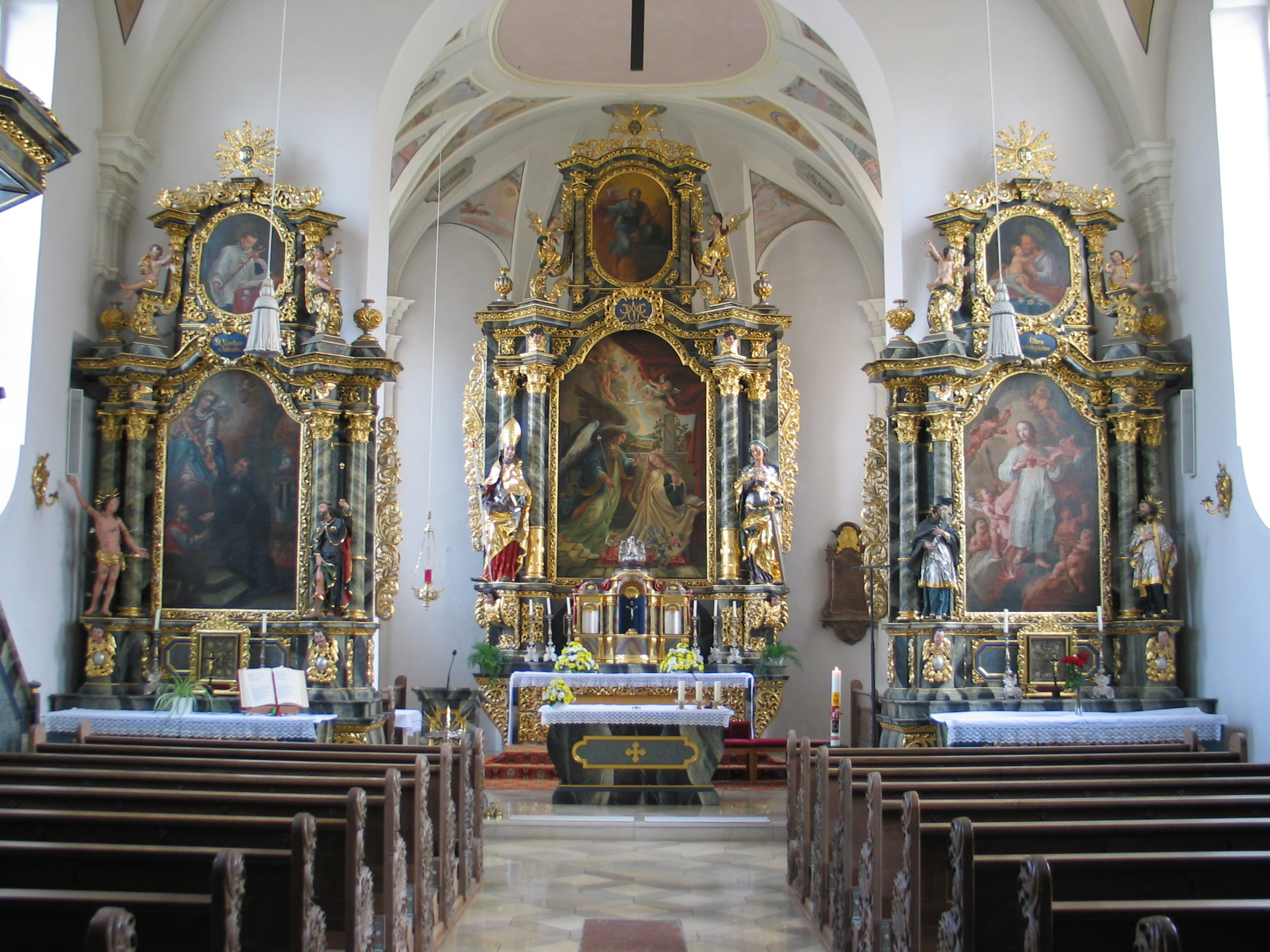
Blick zum Hauptaltar der Kirche Mariä Verkündigung

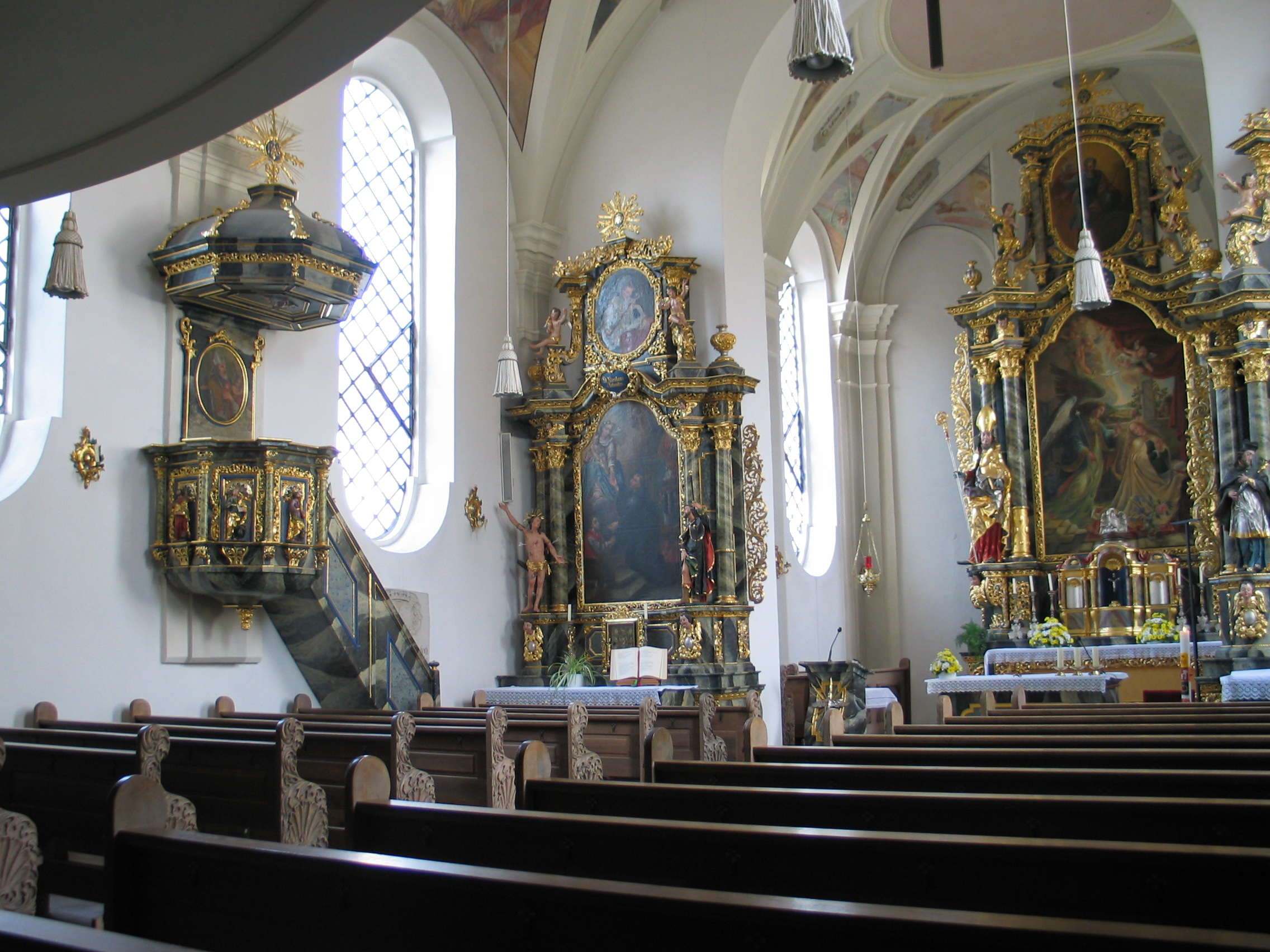
Kanzel und linker Seitentaltar der Kirche Mariä Verkündigung

## Innenausstattung
Im Inneren befindet sich ein Tonnengewölbe mit drei Jochen über flachen Pilastern und Stichkappen über den Fenstern.
Das Altarbild des Hauptaltars zeigt die Mariä-Verkündigung-Szene. Dieses Bild wurde nach dem
Zweiten Weltkrieg durch Helmut Dannenberg geschaffen. Es ersetzt ein Altarbild im Nazarenerstil, das um 1898 angefertigt wurde. Der Verbleib des originalen Barockbildes ist unbekannt. Im Altarauszug wird Gottvater auf der Weltkugel dargestellt. Auf dem Altar sind zwei überlebensgroße Statuen des hl. Franz von Sales und der hl. Margaretha aufgestellt. Die Figuren tragen vermutlich die Gesichtszüge ihrer Stiftes, des Franz Adam Josef und seiner Gattin Maria Margarete von Lerchenfeld.
Der Seitenaltar auf der Nordseite stellt den Hl. Nikolaus von Tolentino dar; Nebenfiguren sind hier der Pestpatraon hl. Rochus und der hl. Sebastian. Im Auszug ist ein Bild des hl. Aloisius von Gonzaga.
Der Seitenaltar auf der Südseite ist der Bruderschaftsaltar, der dem Hl. Herz Jesu geweiht ist. Auf den Seiten sind die Figuren des hl. Franz Xaver und des hl. Johannes von Nepomuk zu sehen. Im Auszug wird der hl. Josef dargestellt.
Die Kanzel ist mit vergoldeten Akanthusverzierungen mit Muscheldekor ausgestattet. In den 1972 wieder entdeckten Deckenfresken im Langhaus und im Chor werden Szenen aus dem Leben Jesu und maranische Anrufungen aus der Lauretanischen Litanei dargestellt.
Ein Kreuzweg wurde am Andreastag 1736 angeschafft und geweiht; gestiftet hat ihn Johann Vinzenz, Reichsgraf von Arco zu Arco. 1754 erhielt die Kirche ein Heiliges Grab, gestiftet von Graf August von Toerring-Jettenbach, das bis heute an jedem Karfreitag aufgestellt wird. An den Kirchenwänden sind Epitaphe des 1744 verstorbenen Franz Adam Josef von Lerchenfeld und seiner drei Ehefrauen (Maria Margaretha, † 1724; Johanna Clara, † 1731; Anna Franziska Antonia † 1750) zu sehen.

## Orgel
Von einer Orgel mit acht Registern ist bereits 1841 die Rede, die für 500 fl angeschafft wurde. Bei der letzten Renovierung wurde 1987 auch eine neue Orgel eingebaut.

## Glocken
Im Zweiten Weltkrieg mussten die Glocken abgeliefert werden. 1950 wurden neue Glocken eingeweiht.